# Andrew Albers
Ne pas confondre avec Andrew Alberts.
Pour les articles homonymes, voir Albers.
Andrew Albers (né le 6 octobre 1985 à North Battleford, Saskatchewan, Canada) est un lanceur gaucher des Ligues majeures de baseball.

## Carrière

### Débuts
Andrew Albers, qui fréquente une école secondaire de sa ville natale de North Battleford en Saskatchewan, est repêché par les Brewers de Milwaukee au 12e tour de sélection en 2004, mais il repousse l'offre pour rejoindre les Wildcats de l'Université du Kentucky, aux États-Unis. Il signe son premier contrat professionnel avec les Padres de San Diego, qui le sélectionnent au 10e ronde au repêchage de 2008. Albers amorce sa carrière en ligues mineures dans l'organisation des Padres en 2008 mais ne dispute que 5 rencontres. Le lanceur gaucher se blesse à l'épaule et doit subir une opération de type Tommy John au coude gauche, ce qui le garde hors du jeu toute la saison 2009 et amène les Padres à le libérer de son contrat en mars 2010. 

### Capitales de Québec
Après cette opération, Albers se retrouve dans le baseball indépendant chez les Capitales de Québec de la Ligue Can-Am. En 2010 pour Québec, il est lanceur de relève et effectue 40 sorties au monticule. Il brille avec une moyenne de points mérités de 1,40 en 57 manches et deux tiers lancées, avec 59 retraits sur des prises, 17 sauvetages, trois victoires et aucune défaite. Il aide les Capitales à devenir champions de la Ligue Can-Am en l'emportant en finale sur les Colonials de Pittsfield.

### Twins du Minnesota
Les performances réalisées à Québec aident Albers à obtenir un nouveau contrat avec un club du baseball majeur. Au printemps 2011, les Twins du Minnesota le mettent sous contrat et il reprend presque à zéro le parcours habituel d'un joueur dans les ligues mineures. 

#### Saison 2013
En 2013, à sa troisième saison dans les mineures dans l'organisation des Twins, Albers, maintenant utilisé comme lanceur partant, amorce 22 rencontres et remporte 11 victoires contre 5 défaites pour les Red Wings de Rochester, tout en maintenant sa moyenne de points mérités à 2,86 en 132 manches et un tiers lancées.
Le 6 août 2013, Andrew Albers fait à l'âge de 27 ans ses débuts dans le baseball majeur pour les Twins du Minnesota. Opposé à James Shields à Kansas City, il tient l'offensive des Royals en échec en n'accordant aucun point en 8 manches et un tiers au monticule, savourant sa première victoire dans le gain de 7-0 des Twins. Dans ce match, Albers devient le premier joueur né en Saskatchewan à jouer un match des majeures depuis Terry Puhl en 1991, et le premier né dans cette province à faire ses débuts depuis Puhl en 1977. Il est le premier lanceur saskatchewanais à remporter une victoire dans les majeures depuis Reggie Cleveland avec les Brewers de Milwaukee en 1981,. Le Canadien est également le troisième lanceur de l'histoire de la franchise des Twins à lancer 8 manches sans donner de point à ses débuts dans les majeures, le premier depuis le transfert du club de Washington au Minnesota en 1961, et le premier à réaliser l'exploit dans les majeures depuis Andy Van Hekken avec les Tigers de Détroit le 3 septembre 2002.
À son second départ pour les Twins et premier au Minnesota le 12 août suivant, Albers n'accorde que deux coups sûrs aux Indians de Cleveland dans une victoire de 3-0, pour son premier match complet et premier blanchissage. Albers n'accorde son premier point qu'en première manche de son match suivant contre les White Sox de Chicago. Sa séquence de 17 manches et un tiers sans accorder de point en début de carrière est le meilleur départ du genre dans l'histoire des Twins : il fracasse le record établi par le lanceur Anthony Swarzak en 2009,.

### Corée du Sud
En 2014, Albers lance pour les Hanwha Eagles de l'Organisation coréenne de baseball.

### Retour dans les majeures
Albers joue en 2015 pour les Blue Jays de Toronto, retourne en 2016 chez les Twins du Minnesota, et évolue en 2017 pour les Mariners de Seattle.

## Équipe Canada
Albers lance pour l'équipe du Canada de baseball qui remporte la médaille d'or en baseball aux Jeux panaméricains de 2011 et 2015. Il joue pour le Canada et gagne une médaille d'argent à la Coupe du monde de baseball 2011. En 2015, il représente son pays au WBSC Premier 12 2015 et fait partie de la sélection canadienne à la Classique mondiale de baseball 2013 et la Classique mondiale de baseball 2017.